# Jimmie Gordon
Jimmie Gordon (* um 1905; † nach 1946) war ein US-amerikanischer Blues-Sänger und -Pianist, der in den 1930er- und 1940er-Jahren vorwiegend in Chicago aktiv war.

## Leben und Wirken
Gordon war ab Mitte der 1930er-Jahre vorwiegend als Studiomusiker für den lokalen Jukebox-Markt beschäftigt und coverte bekannte Songs u. a. von Leroy Carr und Joe Pullum hatte 1936 einen lokalen Hit mit „I’d Rather Drink Muddy Water“, war in diesen Jahren in der Chicagoer Bluesszene tätig und nahm zwischen 1934 und 1946 67 Bluessongs auf. Gordon leitete eine eigene Band, gelegentlich unter dem Titel Vip Vop Band, in der u. a. Scrapper Blackwell und die Brüder Charlie und Joe McCoy spielten sowie der Pianist Sammy Price, außerdem sporadisch die New Yorker Jazzmusiker Frankie Newton (Trompete), Pete Brown (Altsaxophon) und Zutty Singleton (Schlagzeug).
Insgesamt nahm Gordon die meisten seiner Songs in Chicago zwischen 1934 und 1941 auf, über 60 Blues-Titel; eine erste Platte entstand für Bluebird, die weiteren dann ausschließlich für Decca Records (u. a. „Beer Drinking Woman“, 1941), bei denen er sich selbst begleitete oder von den Pianisten Charles Segar, Horace Malcolm oder Dot Rice. Zu den weiteren Musikern dieser Sessions zählten Buster Bennett, Scrapper Blackwell, Carl Martin und John Lindsey. Seine Songs waren eine Mischung aus populären Songs der Zeit und eigenen Kompositionen; am 2. Oktober 1936 nahm er im Wahlkampf von Präsident Roosevelt den Song Don’t Take Away My P.W.A. auf; der Stellung zu Roosevelts Sozialprogramm Public Works Administration nahm. Er begleitete außerdem die Bluessängerin Alice Moore bei einer Plattensession.
Von Decca wurde Jimmie Gordon als Peetie Wheatstraw's Brother vermarktet.
Stilistisch ist sein Gesang ähnlich dem von Bumble Bee Slim oder Bill Gaither, wie in „Louise Louisa Blues“, „Yo Yo Mama Blues“, „Mother Blues“ oder „Graveyard Blues“.
In der Nachkriegszeit nahm Jimmie Gordon noch vier Jump-Blues-Platten im gängigen Rhythm-&-Blues-Kontext wie „Rock That Boogie“ auf (als Jimmie Gordon and His Bip Bop Band), die bei King und Queen Records 1946 erschienen.

## Diskographische Hinweise
- Complete Recordings, Vol. 1, 1934-1936 (Document)
- Complete Recordings, Vol. 2, 1936-1938 (Document)
- Complete Recordings, Vol. 3, 1939-1946 (Document)